# Ionela Loaieș
Ionela Loaieș (n. 1 februarie 1979, Comănești, România) este o gimnastă română, laureată cu bronz olimpic la Atlanta 1996.
La Campionatul Mondial din 1994, la Dortmund, a obținut medalia de aur cu echipa României.
În anul 2000, i s-a conferit Medalia Națională „Pentru Merit” clasa a III-a.